# قائمة المواضيع الأساسية للحرب الفلسطينية الإسرائيلية (2023 – الآن)
فيما يلي قائمة تقدم نظرة عامة ودليلًا موضوعيًا لمقالات ويكيبيديا المتاحة حول الحرب الفلسطينية الإسرائيلية (2023 – الآن).

## المقالات ذات المستوى الأعلى
- عملية طوفان الأقصى[1]
- الحصار الشامل على غزة (2023 – الآن)
- ضحايا الحرب الفلسطينية الإسرائيلية 2023[2]
- التأثير الدبلوماسي للحرب الفلسطينية الإسرائيلية 2023
  - الحركة الدولية للدفاع عن الأطفال الفلسطينين ضد بايدن
- التأثير الاقتصادي للحرب الفلسطينية الإسرائيلية 2023
- الإبادة الجماعية لغزة
- آثار الحرب الفلسطينية الإسرائيلية
- صراع حزب الله وإسرائيل (2023–الآن)
- التوغلات الإسرائيلية في الضفة الغربية خلال الحرب الفلسطينية الإسرائيلية
- الاجتياح الإسرائيلي لقطاع غزة (2023 – الآن)
- الأزمة الإنسانية في غزة (2023 – الآن)
- أسرى الحرب الفلسطينية الإسرائيلية
  - Tsav 9
- الاعتقالات الجماعية في الحرب الفلسطينية الإسرائيلية 2023
- أزمة البحر الأحمر
- ادعاءات العنف الجنسي خلال عملية طوفان الأقصى
- العنف الجنسي والعنف القائم على النوع الاجتماعي ضد الفلسطينيين خلال الحرب الفلسطينية الإسرائيلية
- الخط الزمني لانهيار الرعاية الصحية في قطاع غزة
- الخط الزمني للحرب الفلسطينية الإسرائيلية (2023 - الآن)
  - الخط الزمني للصراع الفلسطيني الإسرائيلي (2023)
  - الخط الزمني للصراع الفلسطيني الإسرائيلي (2024)
  - الجدول الزمني للصراع الإسرائيلي الفلسطيني في عام 2025
- جرائم الحرب في الحرب الفلسطينية الإسرائيلية 2023
  - دعوى جنوب إفريقيا على إسرائيل
  - مذكرات توقيف من المحكمة الجنائية الدولية بحق شخصيات إسرائيلية
  - جرائم الحرب الإسرائيلية في الحرب الفلسطينية الإسرائيلية
  - التعذيب خلال الحرب الفلسطينية الإسرائيلية

## مقالات معلومات أساسية عامة

### عامة
- إسرائيل
  - الرقابة في إسرائيل
  - وحدة تنسيق أعمال الحكومة في المناطق (إسرائيل)
  - التجنيد في إسرائيل
- الاحتلال الإسرائيلي لقطاع غزة
- الأراضي التي تحتلها إسرائيل
- حركة حماس
  - الدعم الإسرائيلي لحماس
- حزب الله
- استخدام معاداة السامية كسلاح
- صهيونية
  - أرض بلا شعب لشعب بلا أرض
  - لم يكن هناك شيء اسمه فلسطينيون
  - الصهيونية كاستعمار استيطاني
  - إرهاب صهيوني

### نزاعات
- هجوم كنيس القدس 2023[3]
- اشتباكات الأقصى 2023
- اشتباكات لبنان-إسرائيل (أبريل 2023)
- الحرب على غزة 2014
- الصراع العربي الإسرائيلي
- مذبحة الحرم الإبراهيمي
- صراع إسرائيل وغزة
- صراع إسرائيل وإيران بالوكالة
- الصراع الإسرائيلي اللبناني
- القضية الفلسطينية
- إرهاب منسوب لليهود
- معركة بأس جنين
- الغارات الجوية الإسرائيلية على قطاع غزة مايو 2023
- المقاومة الفلسطينية
- الهجمات الصاروخية الفلسطينية على إسرائيل

### محادثات السلام والإصلاحات
- احتجاجات الإصلاح القضائي الإسرائيلي 2023
- عملية السلام الإسرائيلية الفلسطينية
- العلاقات الإسرائيلية السعودية

### الآثار على قطاع غزة والضفة الغربية
- حصار قطاع غزة
  - الأنفاق في قطاع غزة
  - نظام التصاريح الإسرائيلية في الضفة الغربية
  - إسرائيل والفصل العنصري
  - حرية الحركة الفلسطينية
- استيطان إسرائيلي
  - غوش إيمونيم
    - منظمة أمانا

  - شباب التلة
  - القانون الدولي والمستوطنات الإسرائيلية
  - هدم إسرائيل للممتلكات الفلسطينية
  - خطة فك الارتباط الأحادية الإسرائيلية 2005
  - بؤرة استيطانية إسرائيلية
  - لا أرض أخرى
- لاجئون فلسطينيون

## الأحداث

### عام
- الحصار الشامل على غزة (2023 – الآن)
- استهداف قطاع غزة بمساعدة الذكاء الاصطناعي
- Alleged implementation of Hannibal Directive during the 2023 war
- الإعدامات والاغتيالات خلال حرب غزة
- النيران الصديقة خلال حرب غزة
  - مقتل ألون شمريز ويوتام حاييم وسامر طلالقة
- صراع حزب الله وإسرائيل (2023–الآن)
- خطة الجنرالات الإسرائيليين
- التهجير القسري لسكان قطاع غزة
- استهداف الطواقم الطبية خلال الحرب الفلسطينية الإسرائيلية (2023 –الآن)
- اغتيال الصحفيين خلال الحرب الفلسطينية الإسرائيلية 2023
  - سامر أبو دقة

### معارك وهجمات
- إطلاق النار في غفعات شاؤول 2023
- العملية العسكرية الإسرائيلية في شمال الضفة الغربية 2024
- عملية قطارات يافا 2024
- انفجار أجهزة النداء واللاسلكي في لبنان
- العمليات الإسرائيلية في الضفة الغربية (2025)
- مجزرة مستشفى المعمداني
- مجزرة مدرسة السردي
- حصار مجمع الشفاء الطبي
- الهجمات على المرافق الصحية خلال الحرب الفلسطينية الإسرائيلية 2023
- معركة بيت حانون
- معركة رعيم
- معركة سديروت
- Israeli attack on Ramyah UNIFIL post
- التوغلات الإسرائيلية في الضفة الغربية خلال الحرب الفلسطينية الإسرائيلية
  - اجتياح طولكرم (2023 – الآن)
  - عنف المستوطنين
  - Killing of Aysenur Eygi
  - Killing of Benjamin Achimeir
  - مقتل توفيق عبد الجبار
  - Killing of David Ben Avraham
  - نهج دفع الثمن
    - قائمة هجمات تدفيع الثمن الإسرائيلية
- الاجتياح الإسرائيلي لقطاع غزة (2023 – الآن)
  - جامعة الإسراء (غزة).
  - عملية اليد الذهبية
- مجزرة مخيم الشاطئ (يوليو 2024)
- هجوم على مخيم المواصي للاجئين يونيو 2024
- هجوم مجدل شمس
- مجازر دوار الكويت (مارس 2024)
- هجوم على مخيم المواصي للاجئين مايو 2024
- الخطة الإسرائيلية لاحتلال قطاع غزة 2025
- الهجمات الإسرائيلية على قطاع غزة (مارس 2025)
- Nabatieh attack
- حصار مجمع ناصر الطبي
  - المقابر الجماعية في مستشفى ناصر
- هجوم نتيف عشرة
- هجوم رفح 2024
  - خلفية هجوم رفح
- حصار مدينة غزة
  - التمرد في شمال قطاع غزة
- معركة خان يونس (2023)
  - معركة خان يونس الثانية
  - معركة خان يونس الثالثة
- معركة زيكيم

### غارات جوية
- ضربات رفح (12 فبراير 2024)
- الغارات الجوية على سهل البقاع 2024
- هجوم بنيامينا
- الغارات على مستشفى غزة الأوروبي 2025
- الهجوم على أسطول الحرية لغزة 2025
- الهجمات على المرافق الصحية خلال الحرب الفلسطينية الإسرائيلية 2023
- الضربات الإيرانية على إسرائيل (أبريل 2024)
- اغتيال إسماعيل هنية
- اغتيال صالح العاروري
- قصف الفلسطينيين النازحين من مدينة غزة
- الغارات الجوية على مخيمات اللاجئين في الحرب الفلسطينية الإسرائيلية
  - مجزرة مخيم المغازي 2023
  - مجزرة مخيم الشاطئ (9 أكتوبر 2023)
  - مجزرة جباليا (9 أكتوبر 2023)
    - مجزرة مخيم جباليا (31 أكتوبر 2023)
- الهجمات على المدارس أثناء الاجتياح الإسرائيلي لغزة
  - الهجمات على المدارس أثناء الاجتياح الإسرائيلي لغزة
  - الهجمات على المدارس أثناء الاجتياح الإسرائيلي لغزة
  - مجزرة مدرسة الفاخورة (2023)
  - الهجمات على المدارس أثناء الاجتياح الإسرائيلي لغزة
  - الهجمات على المدارس أثناء الاجتياح الإسرائيلي لغزة
  - الغارات الجوية على مخيمات اللاجئين في الحرب الفلسطينية الإسرائيلية
- قصف كنيسة القديس برفيريوس
- الغارة الجوية على مبنى المهندسين
- اغتيال الصحفيين خلال الحرب الفلسطينية الإسرائيلية 2023
- استهداف خدمات البلديات في غزة
- قصف قطاع غزة
- غارة جوية على أيطو (أكتوبر 2024)
- الضربات الإيرانية على إسرائيل (أكتوبر 2024)
- الهجوم على أسطول الحرية لغزة 2025
- ضربة الطائرة المسيرة على المطبخ المركزي العالمي

### مجازر
- هجوم علوميم
- هجوم بئيري
- عملية طوفان الأقصى
- الغارة الجوية على مبنى المهندسين
- مجزرة دوار النابلسي
- Holit attack
- هجوم كفار عزة
- Kissufim Massacre
- هجوم ناحل عوز
- هجوم نتيف عشرة
- هجوم نير عوز
- هجوم نير اسحق
- هجوم نيريم (7 أكتوبر 2023)
- إنقاذ ومجزرة النصيرات
- مجزرة قافلة المساعدات الإنسانية في رفح 2025
- هجوم مهرجان رعيم الموسيقي
  - Death Shelters
- الهجمات على المدارس أثناء الاجتياح الإسرائيلي لغزة
- مجزرة مخيم تل السلطان
- عملية طوفان الأقصى

## المواقع
- إسرائيل
- حاجز إسرائيل-غزة
  - معبر كرم أبو سالم
  - معبر رفح
- قطاع غزة
- الضفة الغربية
  - الأرخبيل الفلسطيني
  - منطقة ج (الضفة الغربية)
- لبنان
- سوريا
- العراق
- البحر الأحمر

## الآثار
- 2024 Gaza Strip polio outbreak
- آثار الحرب الفلسطينية الإسرائيلية 2023 على الأطفال
  - الأطفال في ظل الصراع الفلسطيني–الإسرائيلي
- الأزمة الإنسانية في غزة (2023 – الآن)
  - الخط الزمني لانهيار الرعاية الصحية في قطاع غزة
  - أزمة الولادة المبكرة في غزة
  - تجويع قطاع غزة
- الدبلوماسية العامة الإسرائيلية في حرب غزة
- التبعات القانونية الناشئة عن سياسات وممارسات إسرائيل في الأرض الفلسطينية المحتلة بما فيها القدس الشرقية
- List of sanctions involving Israel
- التغطية الإعلامية لعملية طوفان الأقصى
- Nova Festival Victims Memorial
- خطة ترامب لقطاع غزة
- إعادة الاستيطان الإسرائيلي المقترح في قطاع غزة
  - نحالا (حركة)
- ردود أفعال المتبرعين للجامعات أثناء الحرب بين إسرائيل وحماس
- The Car Wall
- اتفاق وقف إطلاق النار في غزة 2025
- قرار الجمعية العامة للأمم المتحدة ES-10/21
- قرار مجلس الأمن التابع للأمم المتحدة رقم 2712
- قرار الجمعية العامة للأمم المتحدة ES-10/22
- قرار مجلس الأمن التابع للأمم المتحدة رقم 2720
- قرار مجلس الأمن التابع للأمم المتحدة رقم 2728
- قرار مجلس الأمن التابع للأمم المتحدة رقم 2735
- شتاء قطاع غزة (2024-25)
- آثار الحرب الفلسطينية الإسرائيلية 2023 على المرأة

## قضايا
- تبادل الأسرى الإسرائيليين بالأسرى الفلسطينيين 2023
- هدنة غزة 2023
- فضيحة تسريب وثائق سرية إسرائيلية عام 2024
- اتفاق وقف إطلاق النار في غزة 2025
- معاداة الفلسطينيين خلال الحرب الفلسطينية الإسرائيلية (2023)
- معاداة اليهود خلال الحرب الفلسطينية الإسرائيلية (2023)
- Bearing Witness (2023 film)
- شرعية إسرائيل
- استجواب المسلحين في الحرب الفلسطينية الإسرائيلية
- Denial of the 2023 Hamas-led attack on Israel
- استهداف القطاع الثقافي في غزة
- الأضرار البيئية في قطاع غزة الناجمة عن الحرب الفلسطينية الإسرائيلية
- مقابر جماعية في قطاع غزة
- ردود الفعل على عملية طوفان الأقصى
- رهاب الإسلام في الحرب الفلسطينية الإسرائيلية
- تجريف المقابر خلال الحرب الفلسطينية الإسرائيلية 2023
- خدعة حماس تقطع رؤوس الأطفال
- الدروع البشرية في الصراع الإسرائيلي الفلسطيني
  - مزاعم استخدام حماس للدروع البشرية
- المساعدات الإنسانية خلال الحرب الفلسطينية الإسرائيلية
  - رصيف غزة العائم
  - مؤسسة غزة الإنسانية
- التضليل الإعلامي في حرب غزة
- الرياضة الفلسطينية خلال الحرب الفلسطينية الإسرائيلية 2023
- الادعاءات الإسرائيلية ضد الأونروا
- حوادث عنف مرتبطة بالحرب الفلسطينية الإسرائيلية 2023
  - جريمة بيرلينغتون
  - مقتل بول كيسلر
  - مقتل وديع الفيوم
  - حادث إطلاق النار في واشنطن 2025

## دولي
- دعوات وقف إطلاق النار خلال الحرب الفلسطينية الإسرائيلية 2023
- اتفاق وقف إطلاق النار في غزة 2025
- التأثير الدبلوماسي للحرب الفلسطينية الإسرائيلية 2023
  - دعم الولايات المتحدة لإسرائيل في الحرب الفلسطينية الإسرائيلية 2023
- عمليات الإخلاء خلال الحرب الفلسطينية الإسرائيلية
- ردود الفعل على عملية طوفان الأقصى
- الاعتراف الدولي بدولة فلسطين
- المظاهرات على الحرب الإسرائيلية على قطاع غزة (2023 - الآن)
  - 2024 Israeli protests
  - من النهر إلى البحر
  - احتجاجات الحرب الفلسطينية الإسرائيلية في إسرائيل
    - September 2024 Israel hostage deal protests

  - احتجاجات الحرب الفلسطينية الإسرائيلية في المملكة المتحدة
  - احتجاجات الحرب الفلسطينية الإسرائيلية في الولايات المتحدة
    - مظاهرات جامعة كولومبيا المؤيدة لفلسطين
    - مظاهرات جامعة كاليفورنيا (لوس أنجلوس) المؤيدة لفلسطين 2024
    - قائمة الاحتجاجات المؤيدة للفلسطينيين في الجامعات في الولايات المتحدة عام 2024
    - فنانون لأجل وقف إطلاق النار
    - حركات التصويت الاحتجاجية على الحرب الفلسطينية الإسرائيلية
    - مسيرة من أجل إسرائيل  [لغات أخرى]‏
    - مسيرة إلى واشنطن لأجل غزة
    - المسيرة الوطنية إلى واشنطن: الحرية لفلسطين
    - التضحية بالنفس لآرون بوشنل
- Kidnapped from Israel
- أزمة البحر الأحمر

## قوائم
- قائمة الصحفيين الذين قتلوا في الحرب الفلسطينية الإسرائيلية 2023-2025
- قائمة الاشتباكات العسكرية خلال الحرب الفلسطينية الإسرائيلية 2023
- ردود الفعل على عملية طوفان الأقصى

## القوات

### إسرائيل
- الجيش الإسرائيلي
- شرطة إسرائيل
- شاباك
- موساد

### حماس
- كتائب الشهيد عز الدين القسام
- قوات النخبة (حماس)

### حركة الجهاد الإسلامي في فلسطين
- سرايا القدس

### الجبهة الشعبية لتحرير فلسطين
- كتائب أبو علي مصطفى

### دولي
- يو إس إس جيرالد فورد

## أفراد
- تصنيف:أشخاص قتلوا في الحرب الفلسطينية الإسرائيلية 2023

### حماس والجماعات الداعمة
- إسماعيل هنية
- محمد دبابش  [لغات أخرى]‏
- محمد الضيف
- محمد السنوار
- يحيى السنوار
- عبد الفتاح دخان
- علي قاضي
- أسامة المزيني
- أيمن نوفل
- جميلة الشنطي

### دولي
- جو بايدن
- دونالد ترمب
- أنتوني بلينكن
- عبد الملك الحوثي
- حسن نصر الله

### إسرائيلي
- Alex Dancyg
- Amir Tibon
- بنيامين نتنياهو
- Beni Aharon
- Death of Aner Shapira
- ماتيوس غاليانو هيرش
- Hayim Katsman
- Inbal Rabin-Lieberman
- Kidnapping and killing of Hersh Goldberg-Polin
- Kidnapping of Naama Levy
- Kidnapping of Noa Argamani
- Kidnapping of the Bibas family
- مقتل شاني لوك
- نمرود ألوني
- Oded Lifshitz
- Rachel Goldberg-Polin
- Rescue of Ori Megidish
- سلمان حبكة  [لغات أخرى]‏
- Vivian Silver

### فلسطينيون وغزّيون
- بلال جاد الله
- بيسان عودة
- وفاة يزن الكفارنة
- فاطمة حسونة
- همام اللوح
- حسن اصليح
- هند الخضري
- حسام شبات
- إسماعيل الغول
- مقتل هند رجب
- مقتل محمد بهار
- إعدام ناهدة وسمر أنطون
- ميدو حليمي
- محمد الدلو
- معتز عزايزة
- عمر أبو شاويش
- بلستيا العقاد
- رفعت العرعير
- وائل الدحدوح
- يحيى صبيح